# Чёрная (приток Илезема)
Чёрная, Доровица — река в России, протекает по Парфеньевскому району Костромской области. Устье реки находится в 15 км от устья реки Илезем по левому берегу. Длина реки составляет 11 км.
Исток расположен в двух километрах к западу от деревни Даровица. Река течёт на северо-запад по ненаселённому лесу.

## Данные водного реестра
По данным государственного водного реестра России относится к Верхневолжскому бассейновому округу, водохозяйственный участок реки — Унжа от истока и до устья, речной подбассейн реки — Бассей притоков Волги ниже Рыбинского водохранилища до впадения Оки. Речной бассейн реки — (Верхняя) Волга до Куйбышевского водохранилища (без бассейна Оки).
Код объекта в государственном водном реестре — 08010300312110000016317.